# Mirentxu Miquel Vignau
Mirentxu Miquel Vignau (9-11-1998) es una esquiadora profesional española. Campeona de España de esquí alpino en tres ocasiones,  1 en la disciplina de Slalom  y 2 en la de Gigante. 

## Biografía
Nacida en Barcelona el 9 de Noviembre de 1998. Es la mayor de 3 hermanos. Comenzó a esquiar a los 3 años de edad. Desde pequeña practicó la gimnasia rítmica. A los 6 años entró al Club Aranés d'Espòrts d'Iuèrn. A los 10 años comenzó a competir en el circuito nacional. 
A los 15 años entró a la Federación Catalana. En 2015 a los 16 años comenzó a competir en el circuito internacional.  Con 17 años en 2016 fue seleccionada para los Juegos Olímpicos de la Juventud  (YOG) que tuvieron lugar en Lilehammer/Hafjell Noruega. En este evento  organizado por el COI,  participan jóvenes entre 14 y 18 años de edad.
En 2017 a los 18 años de edad se proclamó Campeona de España en la disciplina de Slalom, evento que tuvo lugar en la estación de Espot. Ese mismo año ganó el Campeonato de Cataluña de esquí alpinoEn 2021 y 2022 se volvería a proclamar Campeona de España de esquí alpino esta vez en la disciplina de Slalom Gigante. Ambos eventos tuvieron lugar en la estación de Espot. 

## Logros deportivos

### Nacional
Hasta Julio de 2022 Mirentxu ha participado en 153 eventos nacionales. Ha finalizado las pruebas en 78 ocasiones dentro del Top 10. En 34 ocasiones ha quedado entre las primeras 3 clasificadas, obteniendo 18 primeros puestos, 10 segundos puestos y quedando en 6 ocasiones como tercera clasificada.
A continuación se listan sus mejores posiciones en el circuito nacional. 
| Fecha      | Evento                                                                  | Disciplina | Lugar          | Posición |
| ---------- | ----------------------------------------------------------------------- | ---------- | -------------- | -------- |
| 04/04/2022 | CAMPEONATO DE ESPAÑA E. ALPINO ABSOLUTO                                 | GS         | Espot          | 1        |
| 13/03/2022 | 25º TOP CAEI - CTO ESPAÑA CIT                                           | SL         | Baqueira Beret | 1        |
| 12/03/2022 | 25º TOP CAEI - CTO ESPAÑA CIT                                           | GS         | Baqueira Beret | 1        |
| 25/02/2022 | TROFEO FMDI FIS                                                         | GS         | Cerler         | 1        |
| 24/02/2022 | TROFEO FMDI FIS                                                         | GS         | Cerler         | 1        |
| 28/03/2021 | 25è Top CAEI /Ctos. de España U21/18                                    | GS         | Espot          | 1        |
| 25/03/2021 | CAMPEONATOS ESPAÑA ABSOLUTOS GS                                         | GS         | Espot          | 1        |
| 22/12/2019 | I Trofeo Blanca Fdez-Ochoa                                              | SL         | Baqueira Beret | 1        |
| 21/12/2019 | I Trofeo Blanca Fdez-Ochoa                                              | SL         | Baqueira Beret | 1        |
| 30/03/2019 | Cts. Catalunya Absolutos FIS (D GS )                                    | GS         | Espot          | 1        |
| 24/02/2019 | GP Aramon Cts. ESPAÑA U/21/18 FIS-NJC ( SL 2 D )                        | SL         | Cerler         | 1        |
| 25/03/2018 | Ctos de Catalunya Alpino Absolutos.-FIS ( D SL )                        | SL         | Espot          | 1        |
| 24/03/2018 | Ctos de Catalunya Alpino Absolutos.-FIS ( D GS )                        | GS         | Espot          | 1        |
| 07/04/2017 | CAMPEONATOS DE ESPAÑA ABSOLUTOS ( damas SL )                            | SL         | Espot          | 1        |
| 12/03/2017 | Campeonatos de Catalunya Damas Absolutas ( SL )                         | SL         | Espot          | 1        |
| 11/03/2017 | Campeonatos de Catalunya Damas Absolutas.-CTOS. DE ESPAÑA U21/18 ( GS ) | GS         | Espot          | 1        |
| 13/03/2016 | Campeonatos de Catalunya Alpino Absolutos                               | SL         | Espot          | 1        |
| 31/01/2016 | 10º Trofeo Francecs Viladomat                                           | SL         | Pas            | 1        |

Acrónimos:  SL Slalom ,  GS Slalom Gigante,  SG Súper Gigante

### Campeonato de España
Mirentxu Miquel ha sido Campeona de España en 3 ocasiones. 
| Campeonato | Eslalom             | Gigante             | Súper Gigante |
| ---------- | ------------------- | ------------------- | ------------- |
| 2022       |                     | Miren Miquel Vignau |               |
| 2021       |                     | Miren Miquel Vignau |               |
| 2020       | -                   | -                   | -             |
| 2019       |                     |                     |               |
| 2018       |                     |                     |               |
| 2017       | Miren Miquel Vignau |                     |               |
| 2016       |                     |                     |               |

### Internacional
Hasta Julio de 2022,  Mirentxu ha competido en el circuito internacional en 240 ocasiones. En 64 ocasiones ha quedado entre las primeras 10 clasificadas. En 32 ocasiones ha quedado entre las 3 primeras clasificadas obteniendo 15 primeros puestos, 9 segundos puestos y 8 terceros puestos.
Ha competido en Andorra,  Francia,  Italia,  Noruega,  Rusia, Suiza,  Argentina ,  Austria y Eslovaquia. 
En la siguiente tabla se listan sus mejores clasificaciones en el ámbito internacional.   
| Fecha      | Lugar                        | País | Campeonato             | Disciplina   | Clasificación |
| ---------- | ---------------------------- | ---- | ---------------------- | ------------ | ------------- |
| 07/04/2022 | Grandvalira / Pas de la Casa | AND  | National Championships | Giant Slalom | 2             |
| 06/04/2022 | Grandvalira / Pas de la Casa | AND  | National Championships | Slalom       | 3             |
| 12/02/2021 | Les Gets                     | FRA  | FIS                    | Giant Slalom | 1             |
| 08/03/2020 | Villard de Lans              | FRA  | CIT                    | Slalom       | 1             |
| 07/03/2020 | Villard de Lans              | FRA  | CIT                    | Slalom       | 1             |
| 25/01/2020 | Les Saisies                  | FRA  | CIT                    | Giant Slalom | 2             |
| 11/04/2019 | Soldeu                       | AND  | FIS                    | Slalom       | 3             |
| 03/04/2019 | Tignes                       | FRA  | National Championships | Slalom       | 3             |
| 17/01/2019 | Soldeu                       | AND  | FIS                    | Slalom       | 2             |
| 19/12/2018 | Pila                         | ITA  | CIT                    | Giant Slalom | 2             |
| 18/12/2018 | Pila                         | ITA  | CIT                    | Giant Slalom | 3             |
| 21/08/2018 | El Bolson                    | ARG  | Entry League FIS       | Giant Slalom | 1             |
| 21/08/2018 | El Bolson                    | ARG  | Entry League FIS       | Giant Slalom | 1             |
| 20/08/2018 | El Bolson                    | ARG  | FIS                    | Slalom       | 1             |
| 19/08/2018 | El Bolson                    | ARG  | FIS                    | Slalom       | 1             |
| 18/04/2018 | Vallnord Arcalis             | AND  | National Championships | Giant Slalom | 1             |
| 17/04/2018 | Vallnord Arcalis             | AND  | National Championships | Slalom       | 1             |
| 16/04/2018 | Vallnord Arcalis             | AND  | FIS                    | Slalom       | 1             |
| 11/04/2018 | Madonna di Campiglio         | ITA  | National Junior Race   | Slalom       | 2             |
| 30/01/2018 | Gressoney / Saint Jean       | ITA  | National Junior Race   | Giant Slalom | 3             |
| 14/01/2018 | Pila                         | ITA  | CIT                    | Giant Slalom | 2             |
| 29/12/2017 | Vallnord / Arinsal           | AND  | FIS                    | Slalom       | 2             |
| 28/02/2017 | GrandValira / Pas de la Casa | AND  | FIS                    | Slalom       | 1             |
| 27/02/2017 | GrandValira / Pas de la Casa | AND  | FIS                    | Giant Slalom | 1             |
| 03/04/2016 | Vallnord / Pal               | AND  | National Championships | Slalom       | 2             |
| 09/03/2016 | Grandvalira / Soldeu         | AND  | ing                    | Downhill     | 1             |
| 08/03/2016 | Grandvalira / Soldeu         | AND  | FIS                    | Downhill     | 3             |
| 05/02/2016 | Passo San Pellegrino         | ITA  | CIT                    | Slalom       | 3             |
| 22/01/2016 | Pyrenees 2000 Font Romeu     | FRA  | CIT                    | Slalom       | 1             |
| 21/01/2016 | Pyrenees 2000 Font Romeu     | FRA  | CIT                    | Slalom       | 1             |
| 20/01/2016 | Pyrenees 2000 Font Romeu     | FRA  | CIT                    | Giant Slalom | 2             |
| 13/02/2015 | Falcade/Passo San Pellegrino | ITA  | CIT                    | Slalom       | 3             |

Acrónimos: ITA Italia,  FRA Francia, AND Andorra, ARG Argentina